# كوم الضبع (المنوفية)
كوم الضبع إحدى قرى مركز الباجور التابع لمحافظة المنوفية في جمهورية مصر العربية.

## التاريخ
قرية كوم الضبع من القرى القديمة، حيث وردت باسم «كوم الضبع» في أعمال المنوفية ضمن قرى الروك الناصري التي أحصاها ابن الجيعان في كتاب «التحفة السنية بأسماء البلاد المصرية». وفي العصر العثماني وردت باسم «كوم الضبع» في التربيع العثماني الذي أجراه الوالي العثماني سليمان باشا الخادم في عصر السلطان العثماني سليمان القانوني ضمن قرى ولاية المنوفية، وفي تاريخ 1228هـ/1813م الذي عدّ قرى مصر بعد المسح الذي قام به محمد علي باشا باسم «كوم الضبع» ضمن قرى مديرية المنوفية.

## السكان
بلغ عدد سكان كوم الضبع 8,940 نسمة، حسب الإحصاء الرسمي لعام 2006.